# Anapis carmencita
Espèce
Anapis carmencita est une espèce d'araignées aranéomorphes de la famille des Anapidae.

## Distribution
Cette espèce est endémique d'Équateur. Elle se rencontre dans les provinces de Cotopaxi et de Santo Domingo de los Tsáchilas.

## Description
Le mâle holotype mesure 1,6 mm et la femelle paratype 1,82 mm.

## Étymologie
Cette espèce est nommée en l'honneur de Carmen Caisaguano.

## Publication originale
- Dupérré & Tapia 2018 : Further discoveries on the minuscule spiders from the Chocó region of Ecuador with the description of seven new species of Anapis (Araneae: Anapidae). Zootaxa, no 4459(3), p. 482-506.